# Pimelodus
Pimelodus (Пімелодус) — рід риб родини Пласкоголові соми ряду сомоподібні. Має 32 види. Наукова назва походить від грецьких слів pimele, тобто «плаский», «широкий», та odous — «зуби».

## Опис
Загальна довжина представників цього роду коливається від 5 до 40 см. Голова коротка, трохи сплощена зверху. Очі невеличкі. Є 3 пари вусів, з яких 1 пара на верхній щелепі є найдовшою. Рот широкий. Тулуб подовжений, широкий, стиснутий з боків. Спинний плавець високий, помірно довгий, з 1—2 жорсткими променями. Жировий плавець невеличкий, округлений. Грудні плавці короткі. Черевні плавці широкі, довші за грудні. Анальний плавець широкий і помірно довгий. Хвостовий плавець розділено, лопаті звужені.
Забарвлення переважно сріблясте, металеве. Спина, плавці темні за основний фон.

## Спосіб життя
Це бентопелагічні риби. Населяють різні водойми — річки, озера, лагуни і болота, але більшість видів уподобали середні й малі річки з повільною течією та чорними водами і піщано-кам'янистим дном. Деякі види (P. ornatus, P. pictus, P. maculatus) зустрічаються в невеликих озерцях, які відходять від головного русла в сухий сезон. У сезон дощів ці озера з'єднуються з річкою і риби спливають в неї. Здатні до кишкового дихання. Вдень ховаються серед каміння та корчів. Майже всі пімелодуси ведуть нічний спосіб життя. Живляться водними і наземними безхребетними, дрібною рибою.
Мають внутрішнє запліднення. Самиця з заплідненої ікрою в тілі може плавати до 1 місяця. Самиця відкладає в середньому 40—50 тис. ікринок.

## Розповсюдження
Мешкають у водоймах Бразилії, Венесуели, Колумбії, Перу, Еквадору, Французької Гвіани і Аргентини.

## Тримання в акваріумі
Необхідна ємність від 150 літрів (залежно від розміру обраного виду). На дно насипають суміш дрібного і середнього піску темних тонів. Зверху укладають камені неправильної форми. Як укриття поміщають гіллясті корчі. Рослини можна висадити уздовж задньої стінки акваріума.
Неагресивні риби. Тримають групою від 5 особин. При тьмяному освітлення здійснюють «рейди» акваріумом всією групою вдень. Сусідами можуть бути будь-які неагресивні види — лорікарієві, бронякові соми, коридораси, харацинові завдовжки від 7 см (дрібних з'їдять). Самих сомів годують живими харчами, замінниками, насамперед фаршем з морепродуктів. Беруть і сухий корм. З технічних засобів знадобиться внутрішній фільтр середньої потужності для створення помірної течії. Компресор. Температура тримання повинна становити 20—26 °C.

## Види
- Pimelodus absconditus
- Pimelodus albicans
- Pimelodus albofasciatus
- Pimelodus altissimus
- Pimelodus argenteus
- Pimelodus atrobrunneus
- Pimelodus blochii
- Pimelodus britskii
- Pimelodus coprophagus
- Pimelodus fur
- Pimelodus garciabarrigai
- Pimelodus grosskopfii
- Pimelodus halisodous
- Pimelodus jivaro
- Pimelodus joannis
- Pimelodus luciae
- Pimelodus maculatus
- Pimelodus microstoma
- Pimelodus multicratifer
- Pimelodus mysteriosus
- Pimelodus navarroi
- Pimelodus ornatus
- Pimelodus ortmanni
- Pimelodus pantaneiro
- Pimelodus paranaensis
- Pimelodus pictus
- Pimelodus pintado
- Pimelodus platicirris
- Pimelodus pohli
- Pimelodus punctatus
- Pimelodus stewarti
- Pimelodus tetramerus